# Чембало (фортеця)
Че́мбало (італ. Cembalo, крим. Çembalo) — генуезька, пізніше османська (під назвою Балаклава) фортеця в Криму, пам'ятка архітектури, наразі перебуває в межах Балаклави, яка адміністративно є районом міста Севастополя. Ансамбль фортечних споруд розташований на вершині та схилах гори Фортечної (колишня Кастрон), яка височіє над входом до довгої та зручної для кораблів Балаклавської бухти. Нині напівзруйнована — збереглися залишки оборонних та підпорних стін, чотирьох башт. Фортеця Чембало — головна історична пам'ятка міста Балаклава, одна із найцікавіших пам'яток історії та археології Криму.

## Назва
Античний географ Страбон згадує про існування у бухті Симболон (сучасній Балаклавській бухті) поселення Симболон Лімен («Гавань пророцтв», «Гавань символів»). Грецька назва Симболон/Ямболі генуезцями вимовлялася на італійський манір як Чембало.

## Історія

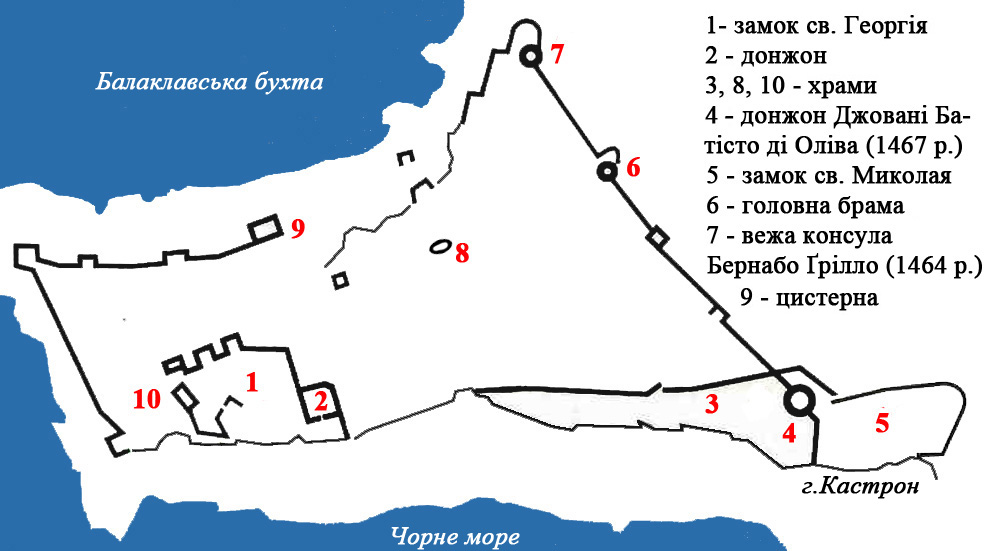
План фортеці

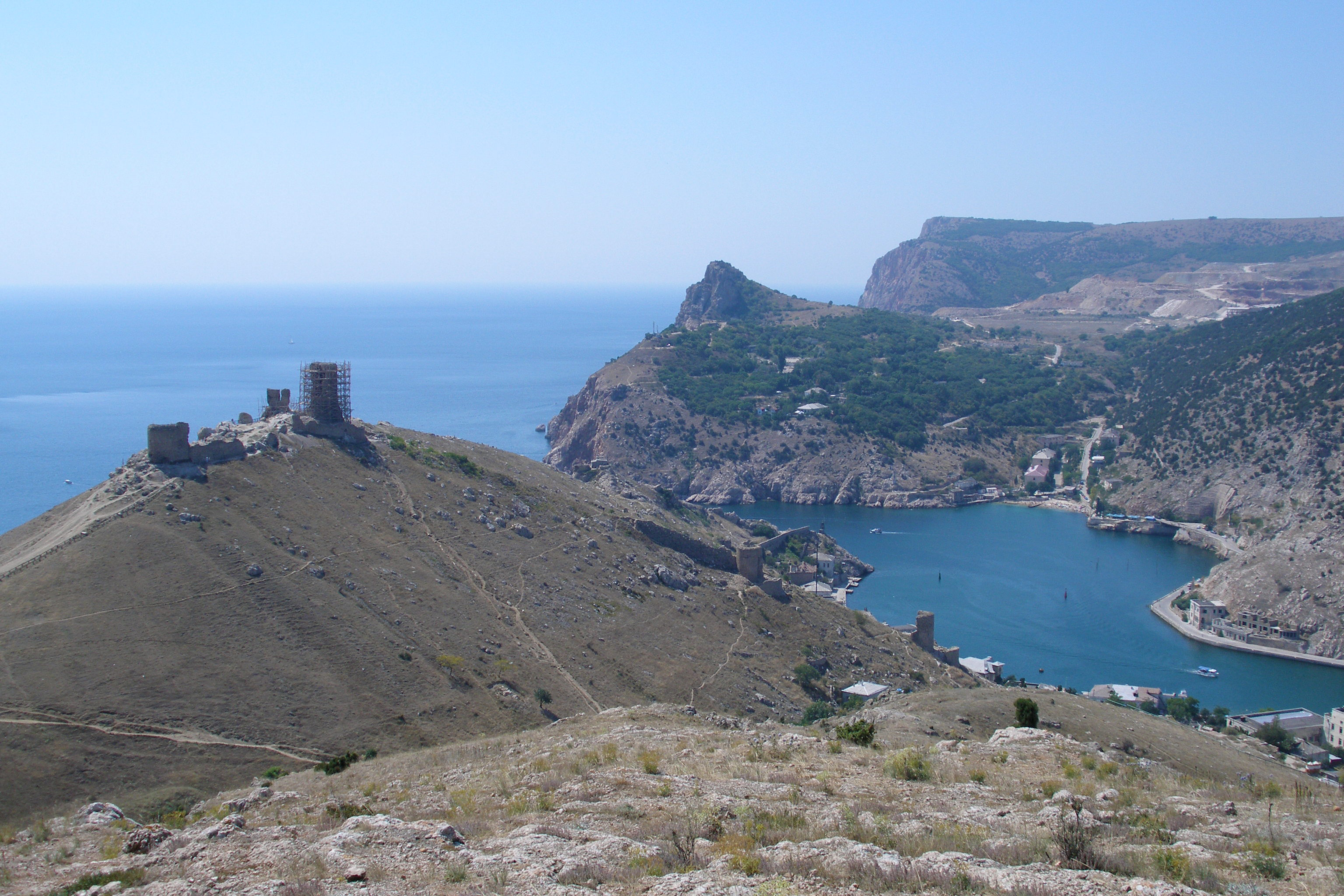
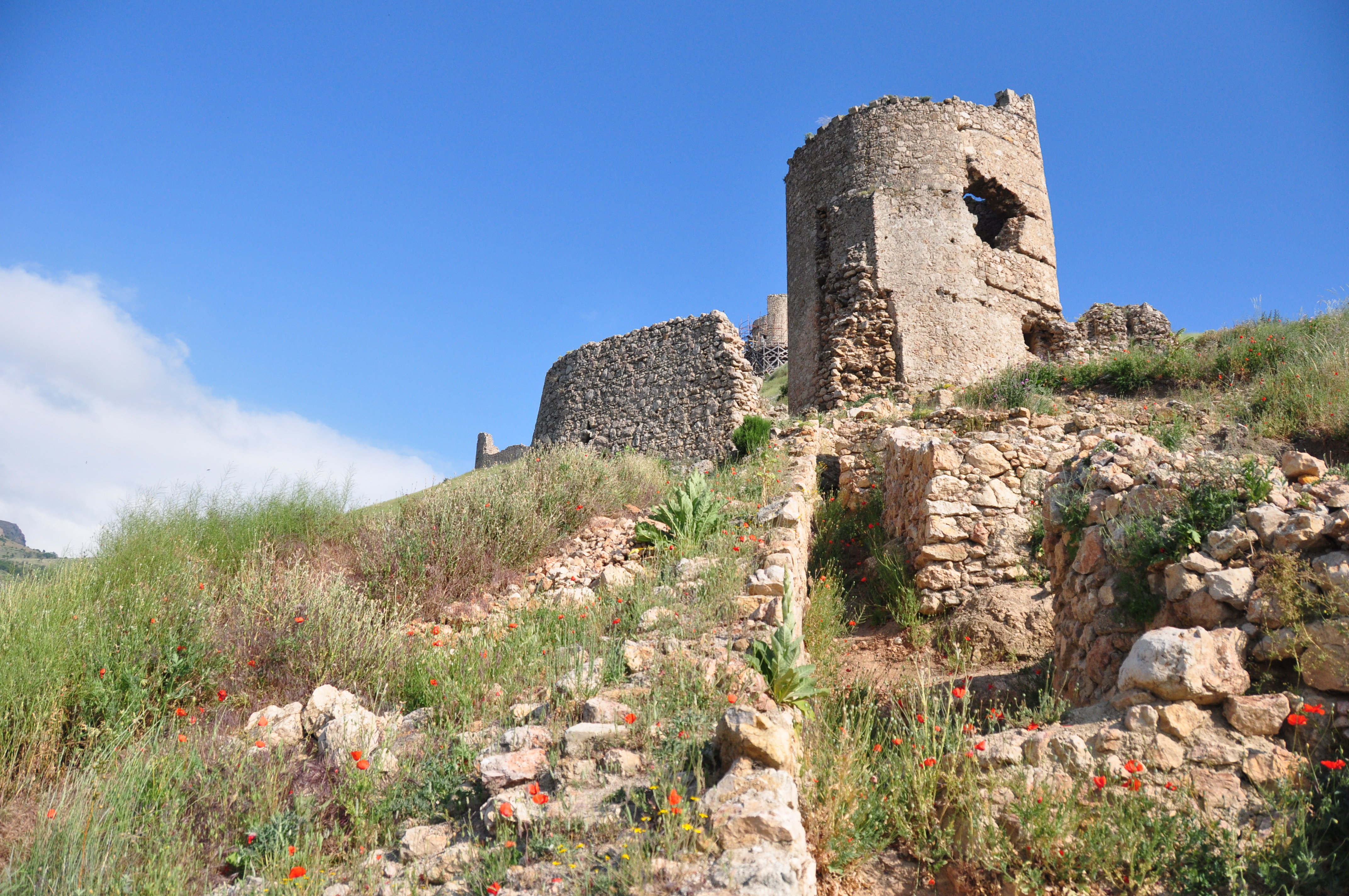
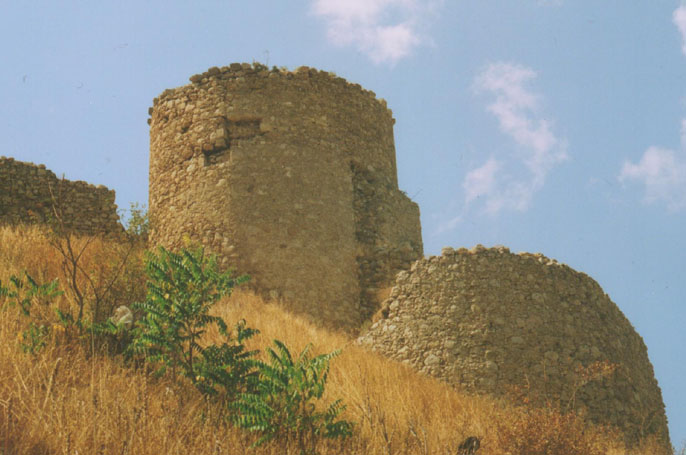
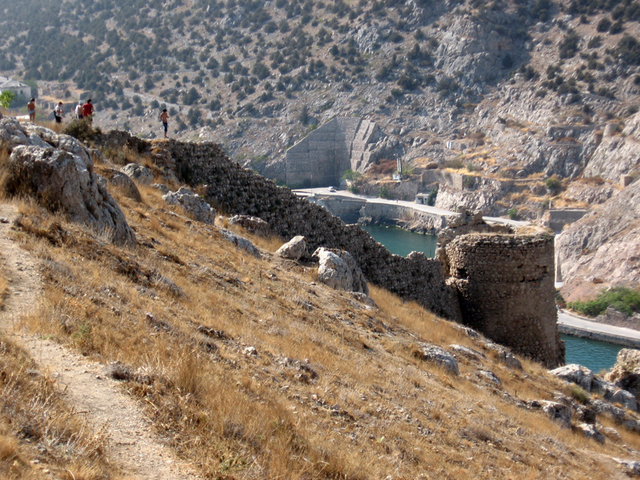
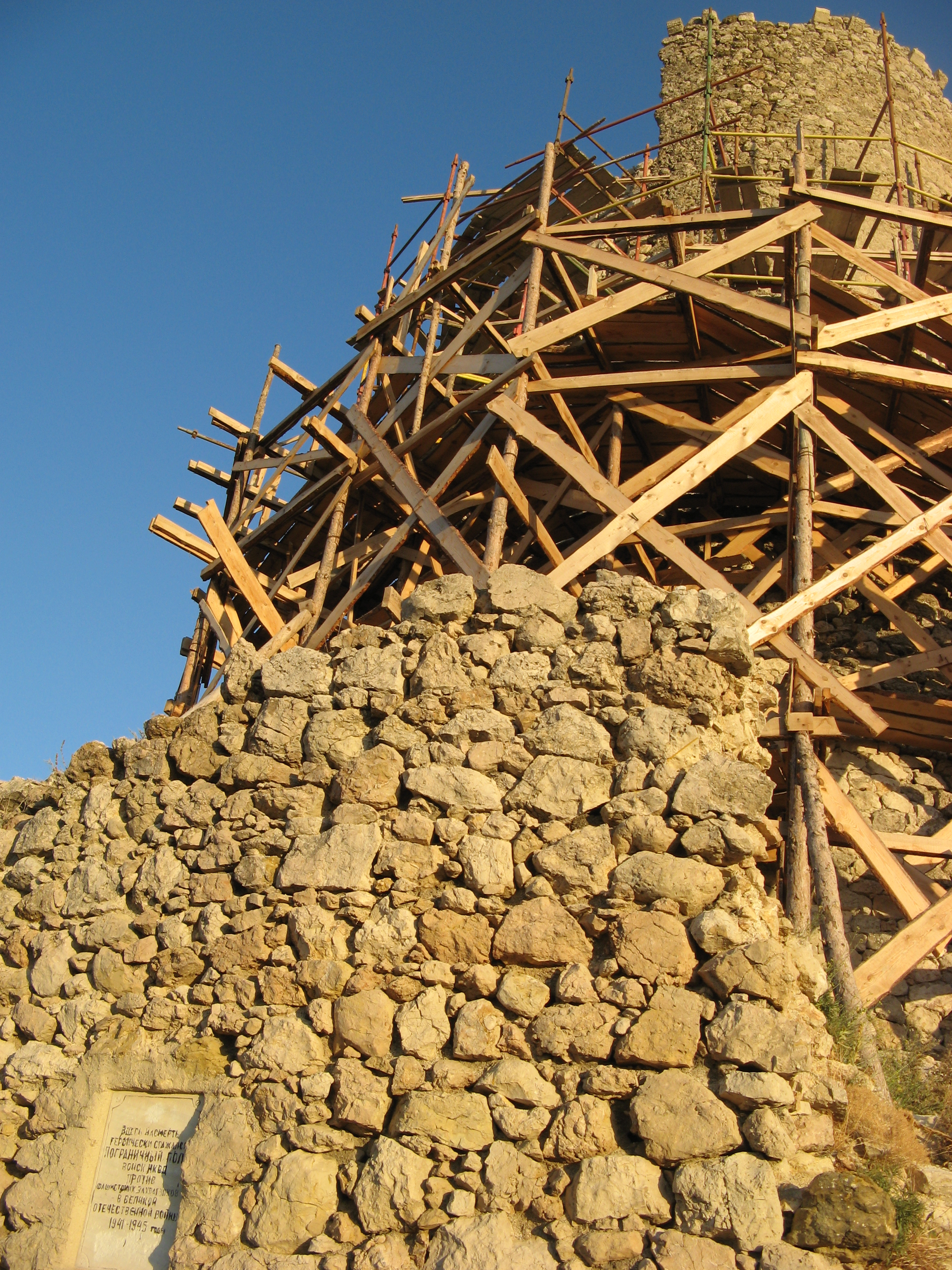
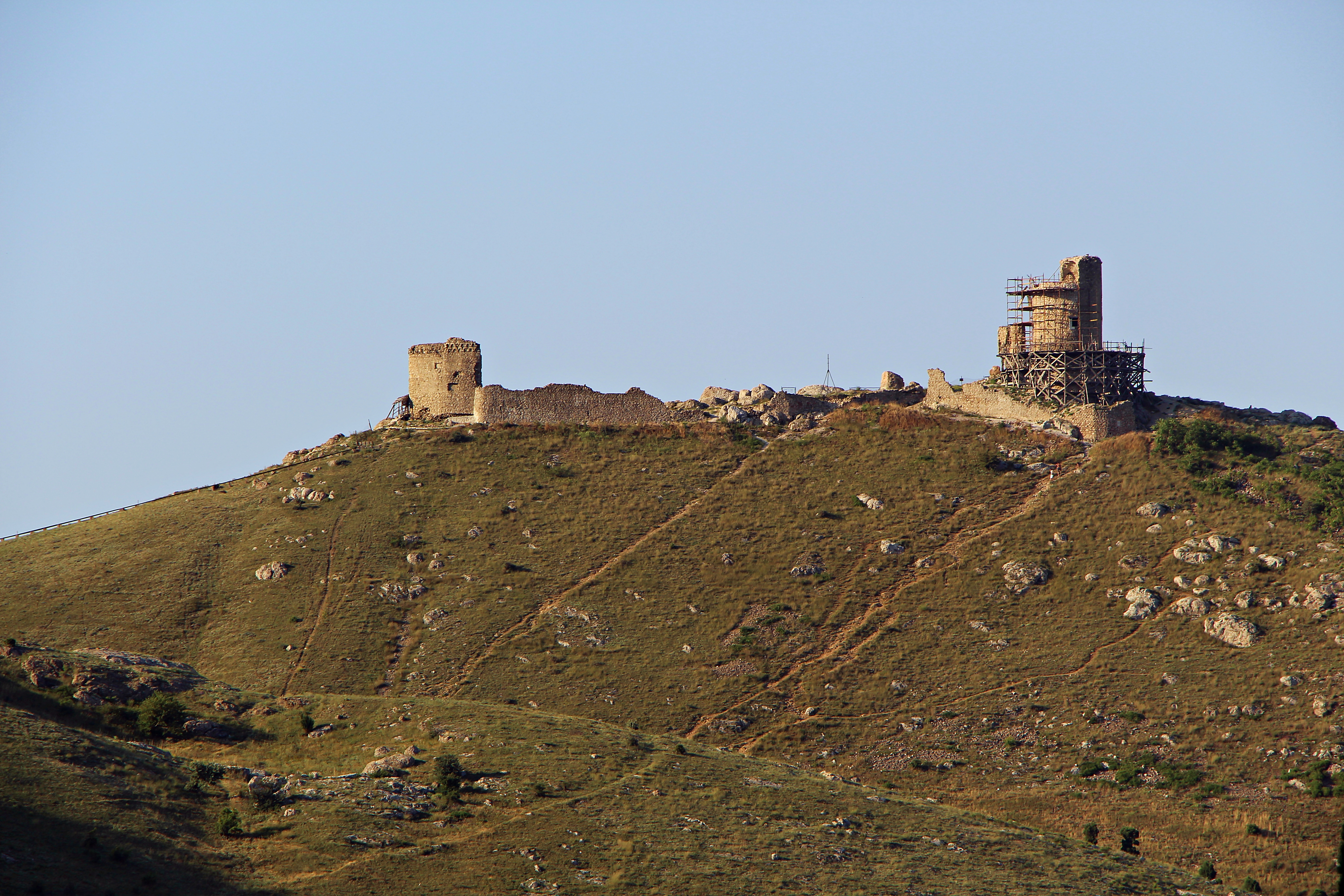
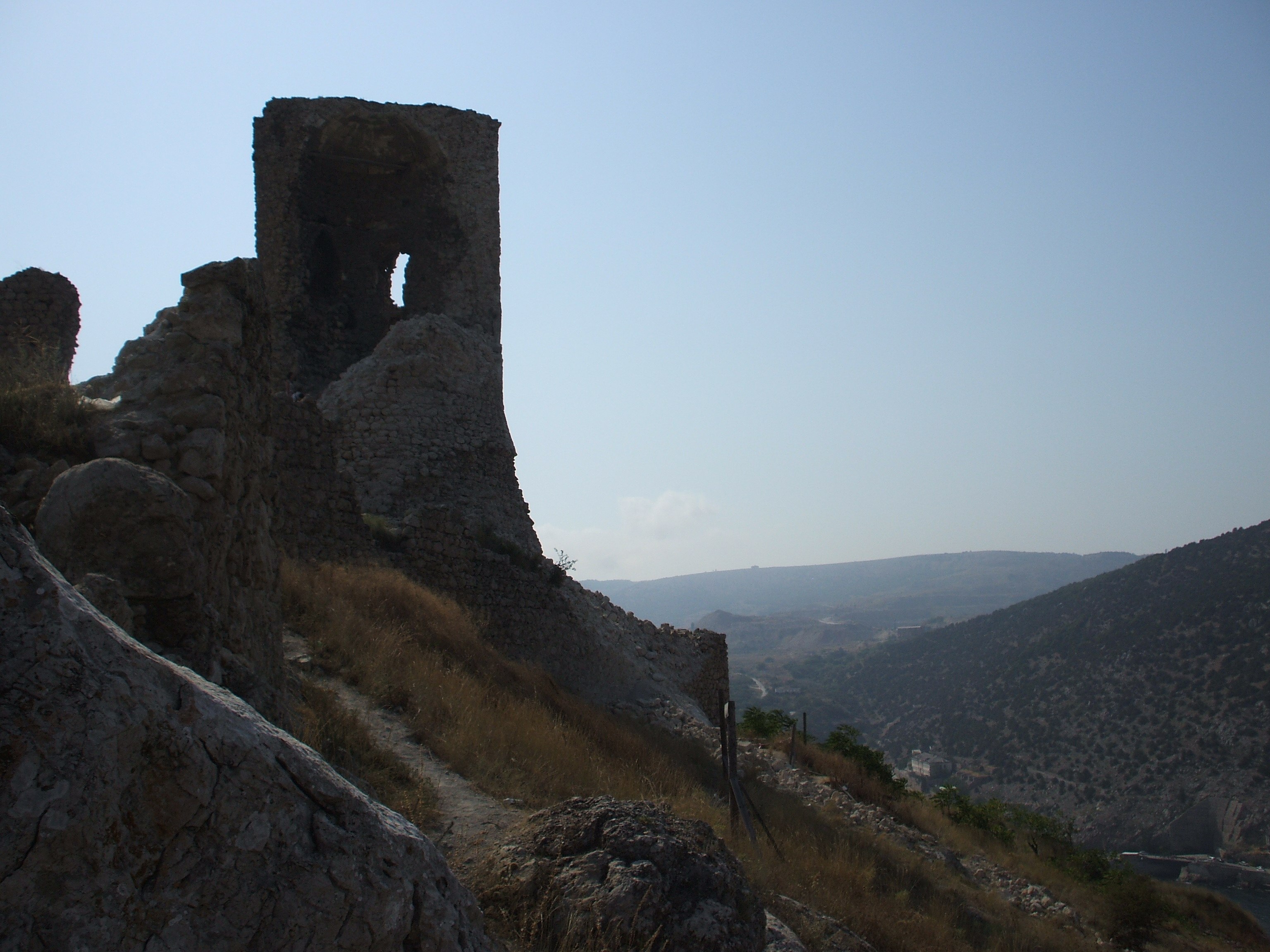
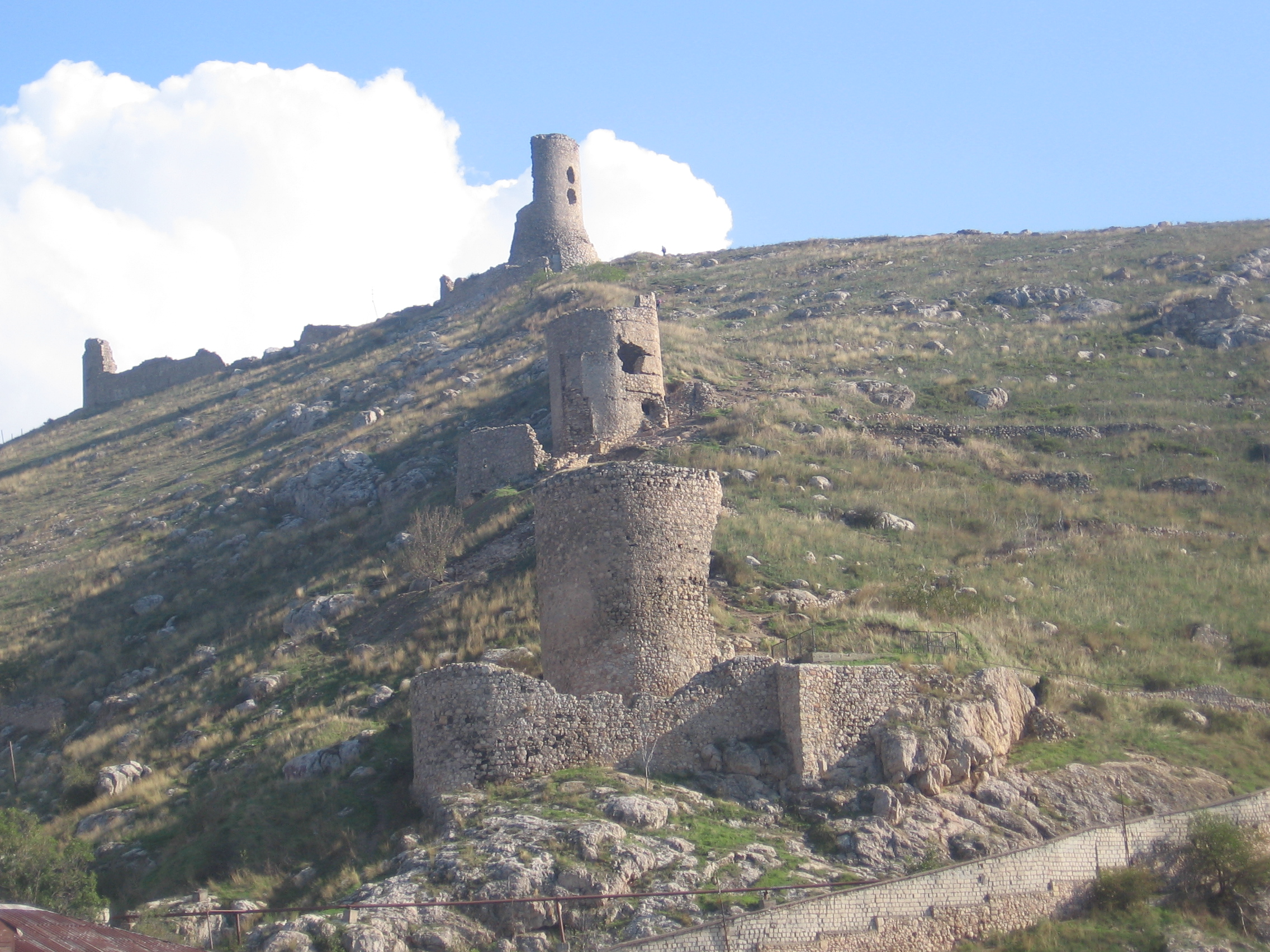
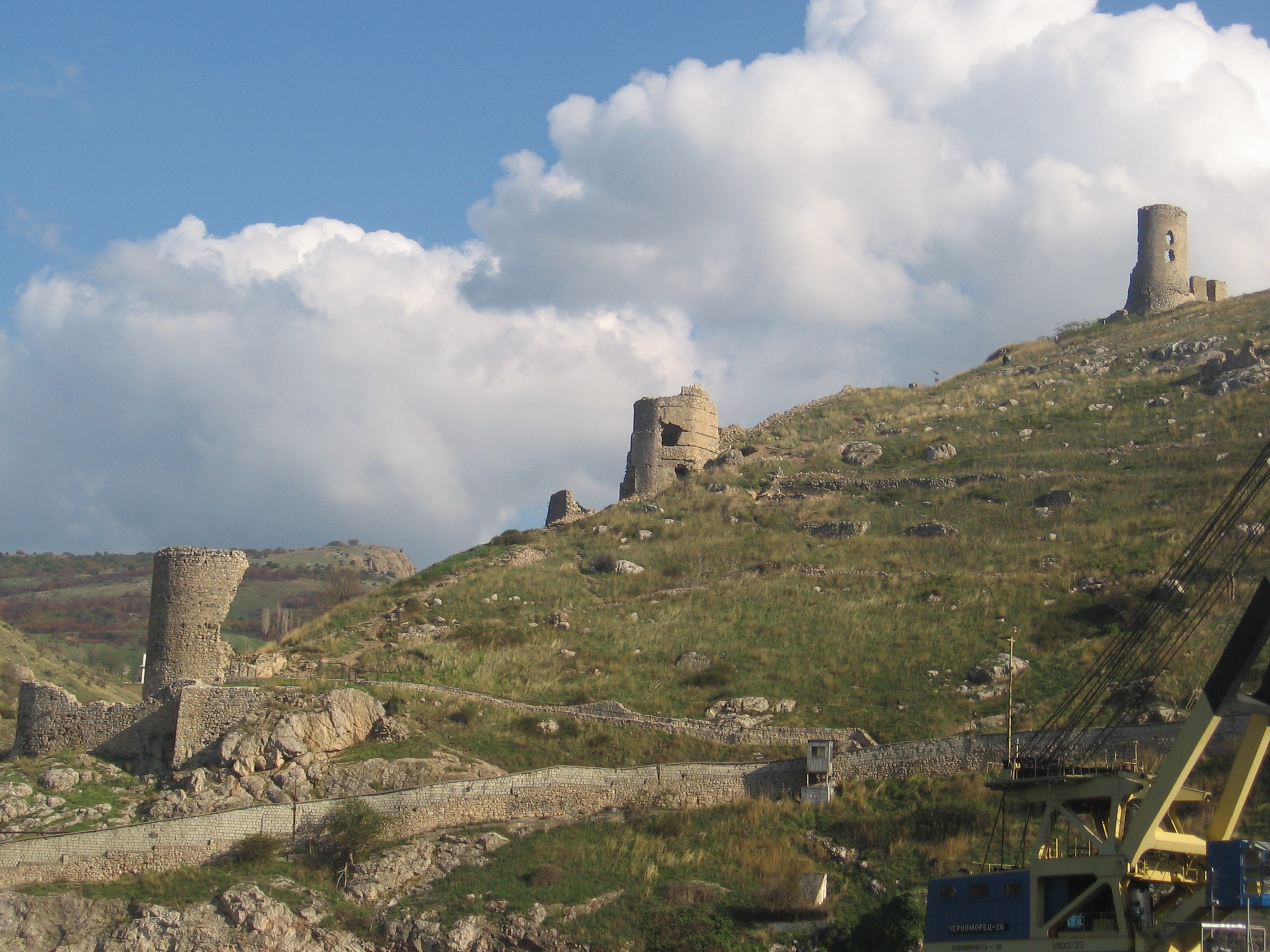
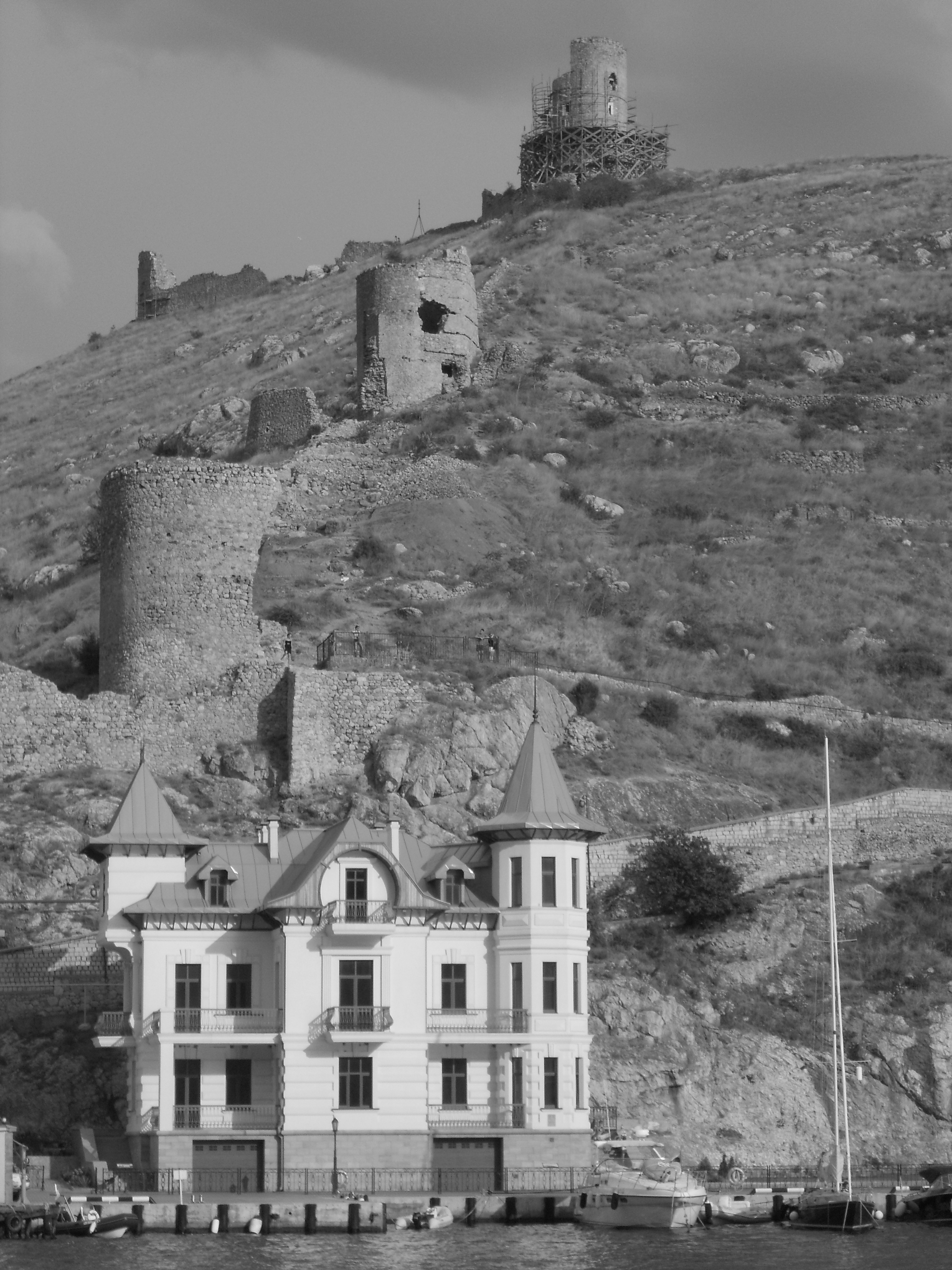
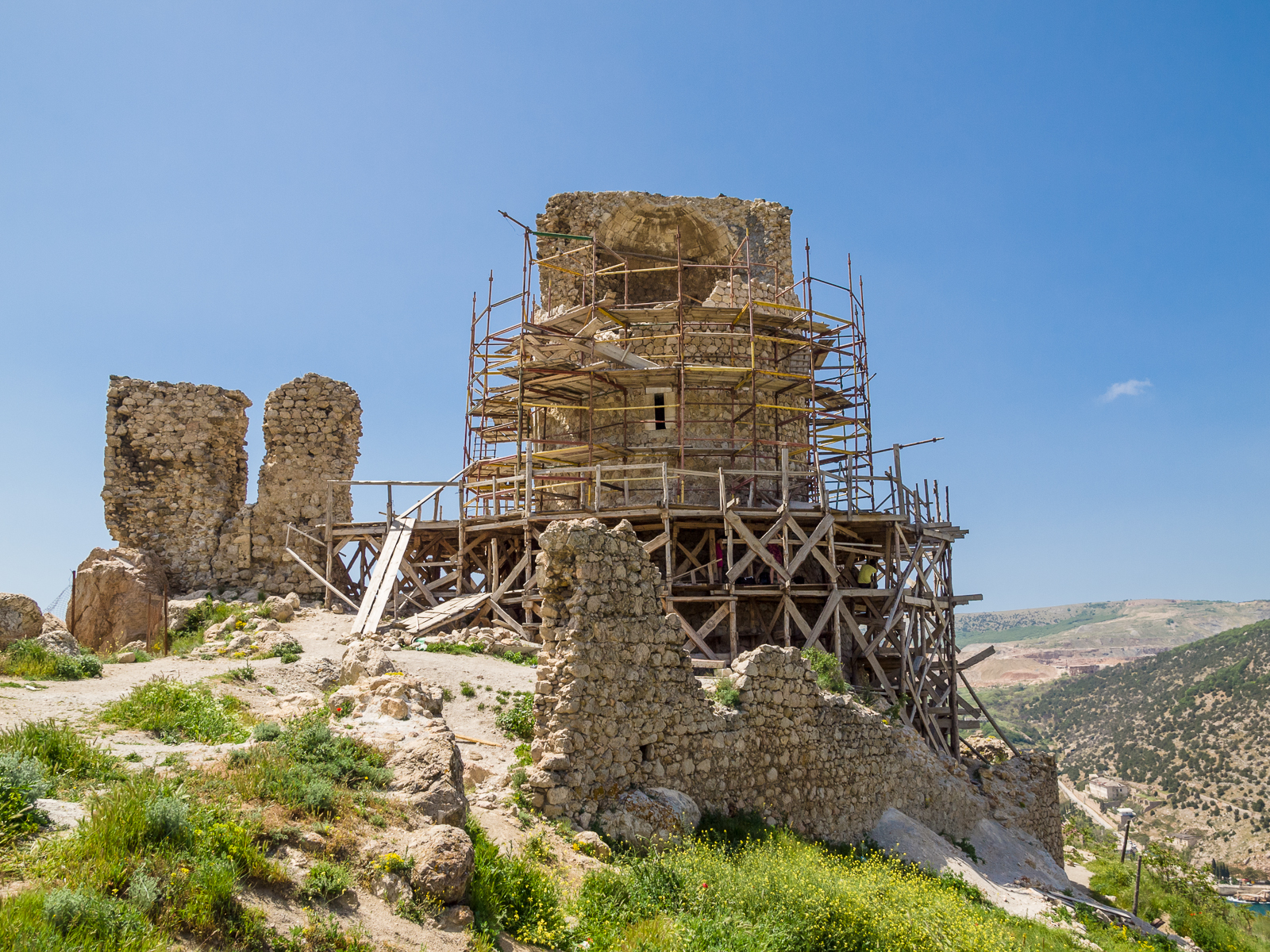
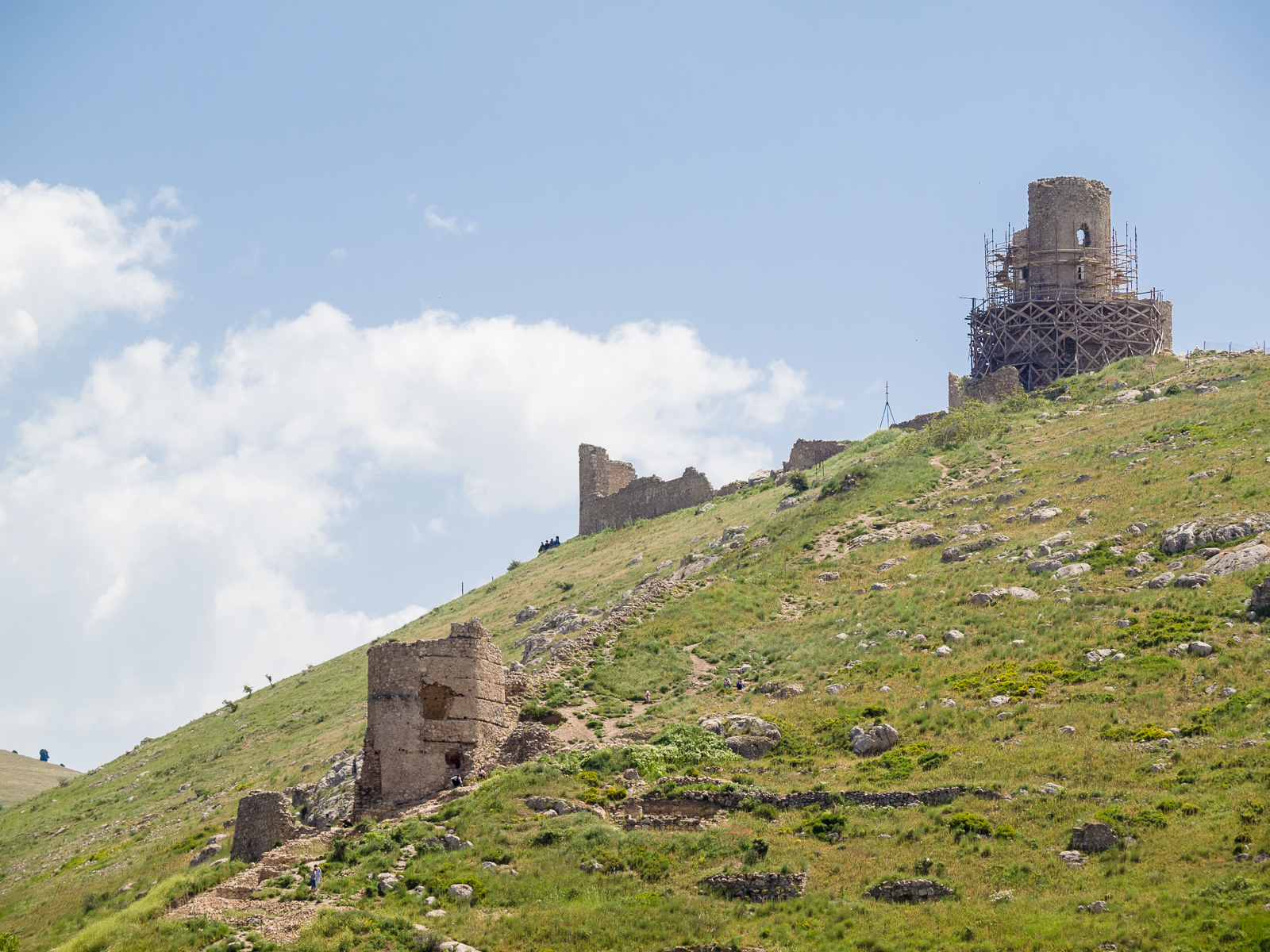
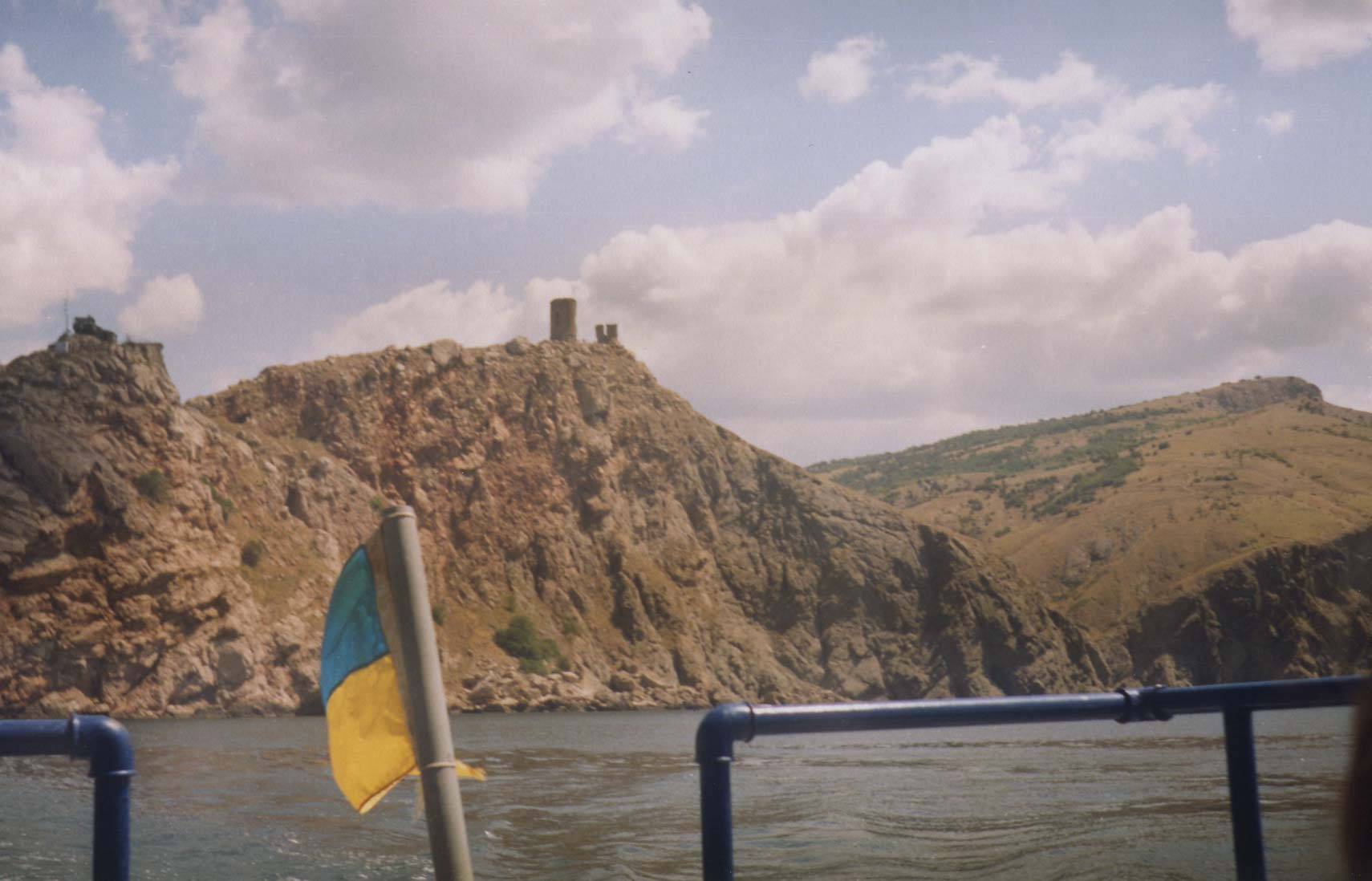
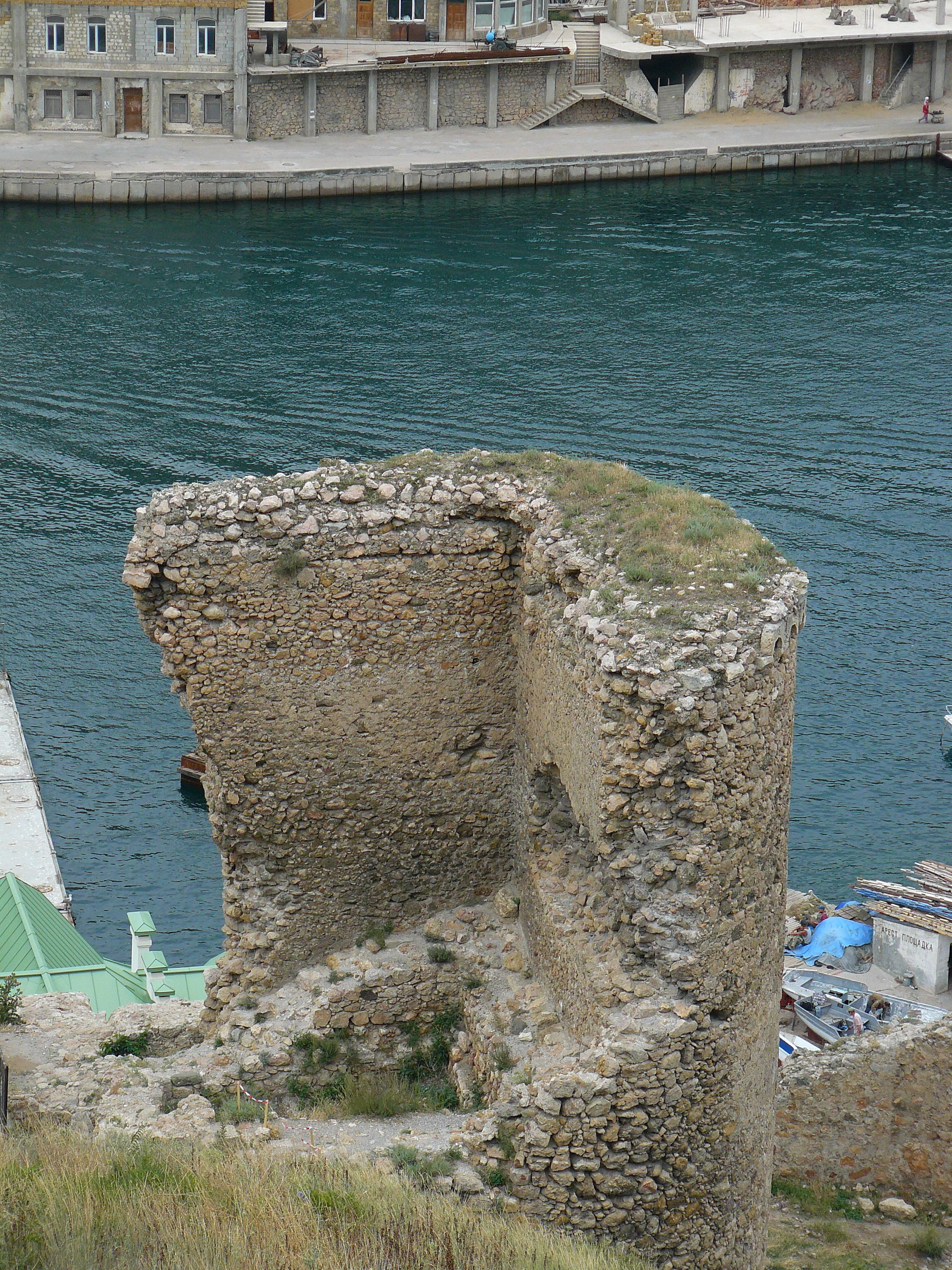
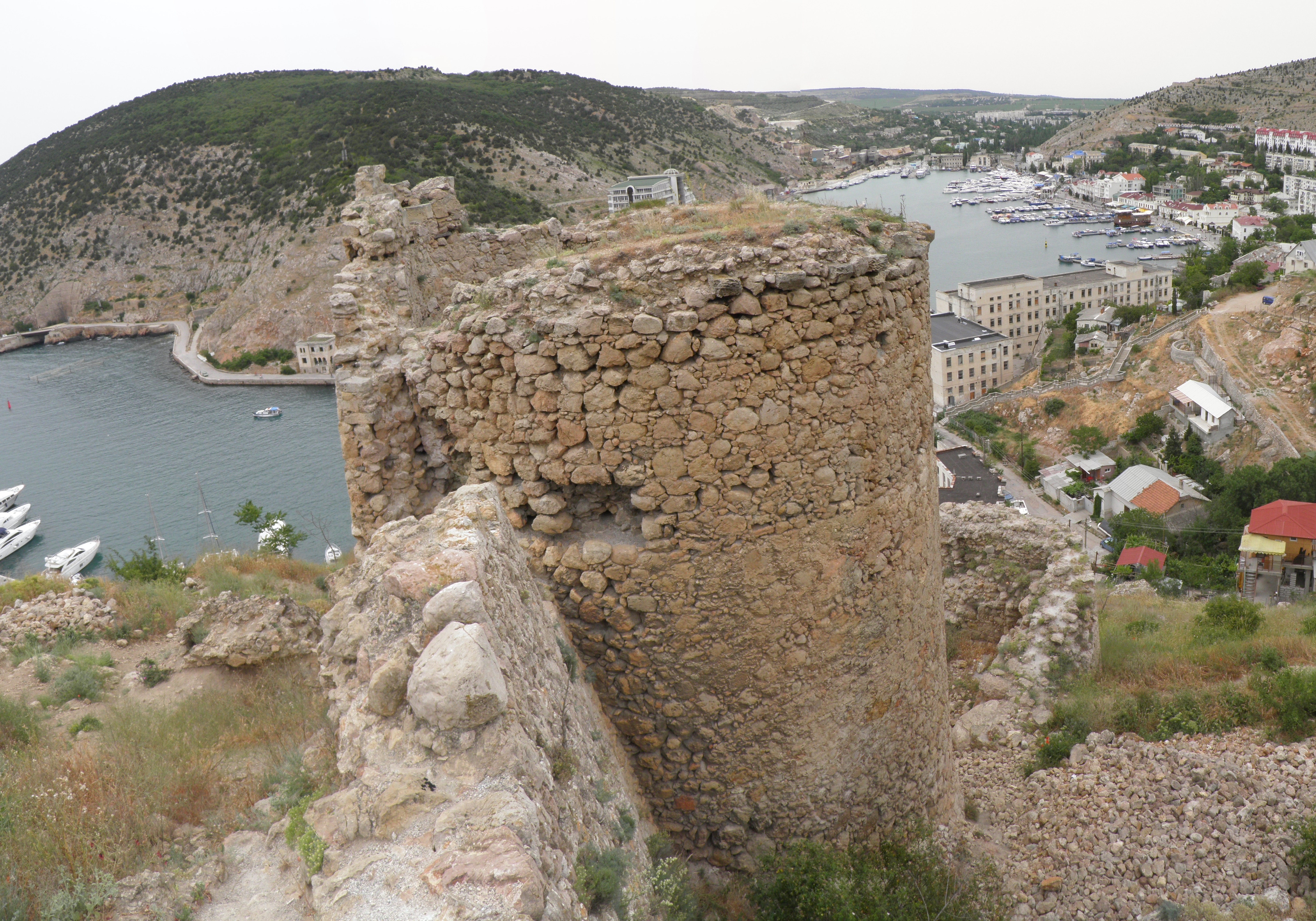

Перше укріплення було споруджене на місці поселення племен таврів (середина І тисячоліття до н. е.).
У II столітті до н. е. ним володів Херсонес Таврійський, у V столітті н. е. — візантійці. Про бухту писали ще античні автори, серед яких Страбон, Пліній Старший та Аріан. Ймовірно, вона згадана в «Одіссеї» Гомера.
У VI столітті в цих місцях з'явилась невелика візантійська фортеця. Далі існувало грецьке рибацьке селище, яке на початку ІІ тис. увійшло до складу православного князівства Феодоро з готоаланським і грецьким населенням.
У середині XIV століття генуезці захопили грецьке поселення та заснували торгову факторію, а у 1357—1433 роках побудували кам'яну фортецю Чембало. Вона мала для Генуї стратегічне значення як крайній західний форпост у Криму і призначалася для боротьби з Феодоро, яке посилилося у другій половині XIV століття. За писемними джерелами, початок освоєння генуезцями схилів гори Кастрон припадає на 1343 рік. У 40-х роках XIV століття впоперек північного схилу гори було побудовано вал і рів, укріплені дерев'яним частоколом і кам'яною баштою з воротним проїздом. 1354 року золотоординський хан Джанібек спалив це укріплення і населенню довелося рятуватися втечею. Про початок будівництва у 1357 році нової фортеці відомо із консульського напису Сімона дель Орто на камені, виявленому у кладці стіни церкви Святих апостолів Петра і Павла у Балаклаві. 1380 року золотоординський хан Тохтамиш уклав з генуезцями мирну угоду й визнав за ними право володіти фортецею, яка з цього часу стала називатись Чембало (Цембало, Цембальдо). Після цього у фортеці почалось активне будівництво. Були побудовані так звані Верхнє «Святого Миколи» (консульський замок, Ратуша й церква) та Нижнє місто (фортеця Святого Георгія, оточена потужною стіною). У 20-40-х роках XV століття через конфлікти генуезців із Феодоро земляні оборонні споруди були замінені камінним фортечним муром, завдовжки 1080 м, а загальна площа укріпленої міської території збільшилася до 3,3 га. У 1423 р. Феодоро ненадовго заволоділо Чембало. У 1433 р. його грецьке населення повстало проти генуезців, вигнало італійський гарнізон, в результаті у 1433—1434 роках князівство Феодоро знову повернуло собі контроль над містом і всім Чембальським консульством. У червні 1434 року 6-тисячне військо найманців Генуї на чолі з лицарем Карло Ломелліні штурмом взяло фортецю, в ході якого вперше в Криму використало артилерію, і розграбувало місто. У сер. XV століття до складу Чембальського консульства входили, ймовірно, поселення Кадикой, Карань (нині Флотське), Камара (Оборонне), Ванаутка (Гончарне), Кучук-Мускомья (Резеревне), Кайту (Тилове), Ласпі, Батіліман та залишки Херсону.
У травні 1453 року Рада сенаторів Генуї через борги передала Кафу, Чембало, інші замки та маєтки з округою в Криму банку Святого Георгія. У 1464—1467 роках за його фінансової підтримки було здійснено масштабну реконструкцію фортеці — посилені вежі зовнішньої лінії оборони, перебудована цитадель, а на вершині гори Кастрон зведено величний 20-метровий донжон. Втім через кількісну та технічну перевагу османського війська італійський консул і гарнізон змушені були за кілька років без бою залишити фортецю.
У 1475 році турки захопили Чембало і воно стало частиною санджаку, а потім ейялету Османської імперії. У фортеці, що дістала назву Балик-юве («Риб'яче гніздо»), розташувалася турецька залога, а пізніше тут відбували покарання кримські хани, які чинили спротив османському султану. Неодноразово на неї нападали запорозькі та донські козаки. Фортеця у османський період втратила стратегічне значення і у XVIII столітті занепала.
Значної шкоди фортеця зазнала під час Другої світової війни через бойові дії та після неї через видобуток каменю. До наших днів збереглися залишки оборонних і підпірних стін та чотирьох башт, а також руїни храму. Але вежі фортеці руйнуються.
З 1783 року — у складі Російської імперії, пізніше — Російської Республіки, у 1917—1920 рр. — під владою кількох політичних режимів, з 1920 р. — РСФРР, а з 1954 р. — УРСР. З 1991 р. у складі незалежної України.
У 2010 році Україна внесла у Попередній список Всесвітньої спадщини ЮНЕСКО об'єкт «Генуезькі торгові пости та фортифікації — від Середземного до Чорного морів», складовою якого є і Чембало/Балаклава. З 2011 р. Україна розробляла цю номінацію спільно з Італією, до яких пізніше приєдналися Туреччина та Греція. Через тимчасову окупацію Криму Росією у 2014 р. ця робота призупинена.

## Донжон

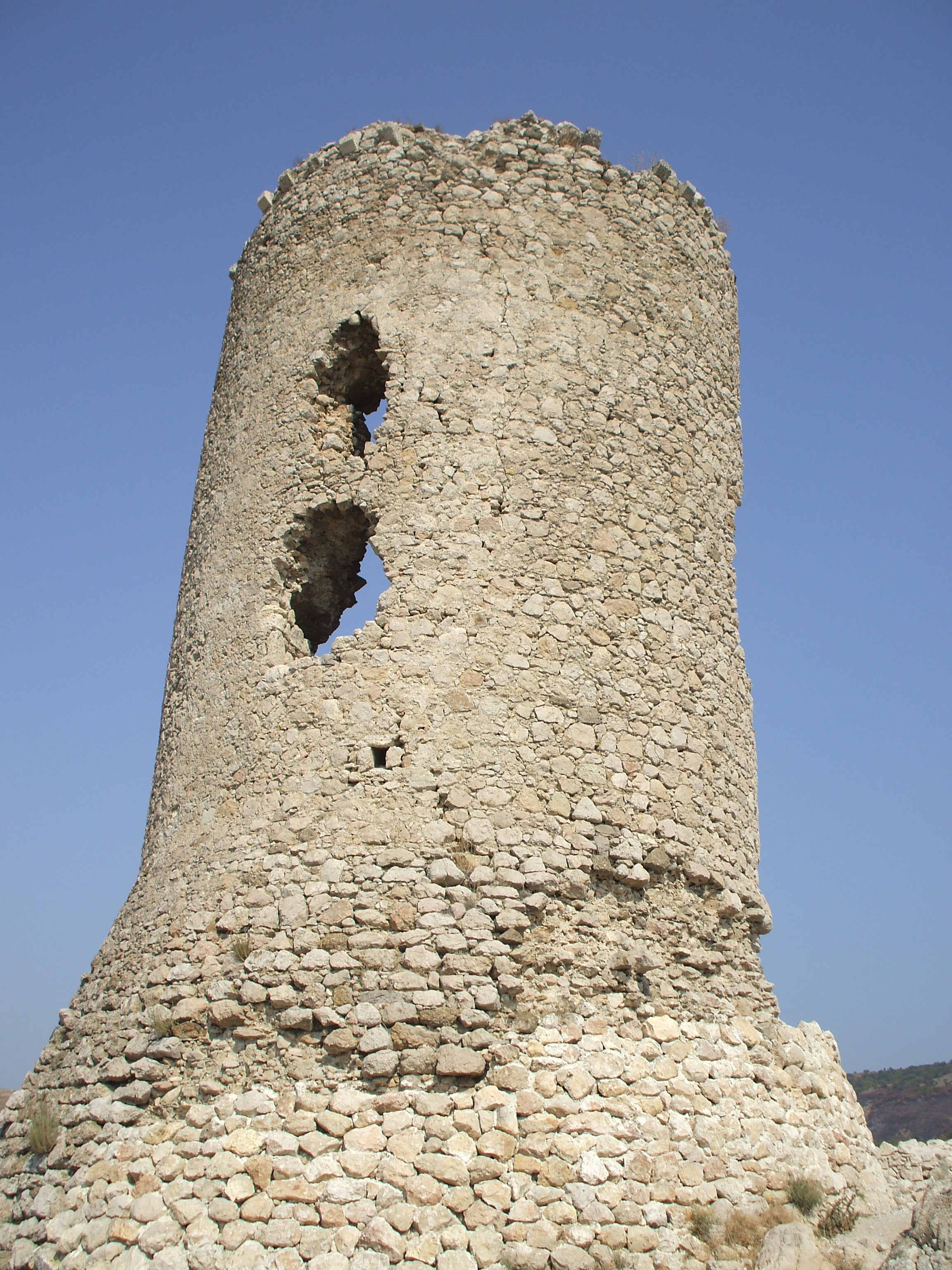
Головна башта, або Донжон

18 липня 2008 року через сильні дощі частина башти обвалилась. До окупації Криму 2014 року проводилася наукова реставрація башти.